# Taifun
Taifun er en dansk stum melodramafilm fra 1911 produceret af Det Skandinavisk-Russiske Handelshus. Filmen er instrueret af Louis von Kohl efter eget manuskript. Filmen er baseret på et skuespil af samme navn skrevet af Melchior Lengyel.
Filmen havde dansk premiere i Victoria-Teatret som biografens åbningsforestilling den 8. november 1911. Filmen havde premiere i Sverige under titlen Hämnden den 20. januar 1912.

## Handling
Dr. Nitobe Tokemaro er af fornem samuraislægt og holder fast i traditionelle japanske værdier og æresbegreber. Da han i Paris møder skuespillerinden Hélène Laroche bliver han introduceret til den europæiske kulturs frembringelse: Den erotiske fordærvelses verden. Tokemaro svigter til sidst sin slægts traditioner, og dræber i skinsygens raseri Laroche.

## Medvirkende
- Lilli Beck, som Hélène Laroche
- Richard Jensen, som Doktor Kigiu Kitamaru
- Einar Rosenbaum, som Doktor Nitobe Tokemaro
- Peter S. Andersen, som Toyu Yoshikawa
- Walt Rosenberg, som sen. Inose Hironari
- Georges Pontac, som Tjener
- Rasmus Ottesen (skuespiller), som Iyeyashu Kobayashi